# ダンシング・ハバナ
『ダンシング・ハバナ』（原題：Dirty Dancing: Havana Nights）は、2004年制作のアメリカ合衆国の映画。
『ダーティ・ダンシング』を下敷きにした恋愛映画で、『ダーティ・ダンシング』に出演したパトリック・スウェイジも出演している。

## あらすじ
1958年、アメリカ人の女子高生ケイティは父親の転勤で、一家でキューバのハバナにやってきた。しかし、高級ホテルでゴージャスな生活を送る同じアメリカ人のグループにはなじめず、街に繰り出す。そこで、地元の人々が踊るサルサダンスに強く惹かれる。
ケイティはダンサーの1人で、彼女が滞在するホテルでウェイターをしている青年ハビエルと知り合い、一緒に踊る仲にまでなったが、ハビエルは客と親しくなったという理由で解雇されてしまう。
ハビエルが家族でアメリカに移住する事を夢見ていると知ったケイティは、優勝者に高額な賞金が支払われるダンス・コンテストに一緒に出場する事を持ちかけ、レッスンに励む。
本番で見事、決勝まで勝ち残った2人であったが、その時思わぬ事態が発生する。キューバ革命が勃発したのだ。そしてこれが2人の関係にも大きな影響を与えるのだった。

## キャスト
| 役名                   | 俳優                       | 日本語吹替 |
| ---------------------- | -------------------------- | ---------- |
| ハビエル・スアレス     | ディエゴ・ルナ             | 坪井智浩   |
| ケイティ・ミラー       | ロモーラ・ガライ           | 松谷彼哉   |
| ジェニー・ミラー       | セーラ・ウォード           | 呉林卓美   |
| バート・ミラー         | ジョン・スラッテリー       | 仲野裕     |
| ジェームズ・フェルプス | ジョナサン・ジャクソン     | 小野大輔   |
| スージー・ミラー       | ミカ・ブーレム             | 木川絵理子 |
| イヴ                   | ジャニュアリー・ジョーンズ |            |
| カルロス・スアレス     | レネ・ラヴァン             |            |
| ローラ                 | マイア                     |            |
| ダンス講師             | パトリック・スウェイジ     |            |